# المتلمس
المتلمِّس ويسمّى المتلمّس الضبعي، شاعر جاهلي، واسمه جرير بن عبد المسيح الضبعي وقيل جرير بن عبد العزى، من قبيلة ضبيعة بن قيس بن ثعلبة، إحدى قبائل بكر بن وائل. لقّب بالمتلمّس لبيت من شعره يقول فيه:
وهو خال طرفة بن العبد ويروون أنه كان بصحبته حين أتاهما الكتاب من ملك الحيرة بقتلهما، ففتحه المتلمّس ونجا ولم يفتحه طرفة فقُتل. وقد عدّه ابن سلام الجمحي في «طبقات فحول الشعراء من شعراء» الطبقة السابعة لكونه من المقلّين.
ومما يعرف عنه أنه كان مولعاً بالصيد كثيراً.
وغير مبالٍ بالأصنام والأوثان حتى أنه يستهزئ بها وبمن يسجد لها لذلك لاقى معاداة من بعض القوم واتهموه بالمس والسحر.

## نسبه:
ولد في النّصف الأوّل من القرن السّادس الميلاديّ بديار أخواله من بني يشكر، وطال مُكثه عندهم حتّى كادوا أن يغلبوا على نَسبه، حتّى إنّ عمرو بن هند – ملك الحيرة آنذاك – التبس عليه نسبه فسأل الحارث بن التّوأم عن ذلك، فأخبره أنّ المتلمّس يزعم أحيانًا أنّه من بني يشكر لمكوثه عندهم زمنًا، وأحيانًا يقول: إنّه من بني ضبيعة بن ربيعة، فقال عمرو بن هند:”ما المتلمّس إلا كالسّاقط بين الفراشين” – مَثل يُضرب في من يتردّد حاله بين أمرين – فلمّا بلغ ذلك الموقف المتلمّس فارق أخواله ليلحق بقومه. 

## لقبه:
غلب لقبه المتلمّس على اسمه فوقع اختلاف فيه، ولا خلاف في أنّه من بني ضبيعة ابن ربيعة بن نزار بن معد بن عدنان. 
آراء النّقاد فيه:
المتلمّس الضّبعيّ كان محطّ اهتمام الأصمعيّ، حيث اعتبره أشعر بني ربيعة على الإطلاق، ووصفه بأنّه رأس فحولهم، واختار قصيدته الميميّة الّتي يعاتب فيها خاله الحارث بن التّوأم ضمن مختاراته الأصمعيّات. أمّا المفضّل الضّبّيّ قال إنَّه: كان من أوائل الّذين رووا قصّة صحيفة
المتلمّس، واعتبره أشعر أهل زمانه. 

## وفاته:
قيل: "إنّه توفيّ في الثّلث الأخير من القرن السّادس الميلاديّ". 

## وصلات خارجية
- بوابة الشعراء: ديوان المتلمس